# La Demie
La Demie település Franciaországban, Haute-Saône megyében. Lakosainak száma 160 fő (2022. január 1.). La Demie Navenne, Échenoz-la-Méline, Neurey-lès-la-Demie, Quincey és Vallerois-Lorioz községekkel határos.

## Népesség
A település népességének változása:
| Lakosok száma | 152  | 146  | 142  | 146  | 149  | 153  | 154  | 160  |
|               | 2013 | 2015 | 2017 | 2018 | 2019 | 2020 | 2021 | 2022 |